# Слэм Брэдли
[проверить перевод]
Слэм Брэдли — вымышленный персонаж, появлявшийся в различных сериях комиксов, издаваемых DC Comics. Он частный детектив, который существует в основной общей вселенной DC . Концепция персонажа была создана основателем DC Comics Малкольмом Уилером-Николсоном. Персонаж был разработан в сотрудничестве с Джерри Сигелом и Джо Шустером, которые позже стали более известны как соавторы Супермена . Как один из первых персонажей DC, этот персонаж впервые появляется в Золотом веке комиксов в названии антологии. Детективные комиксы, представленные в первом выпуске. Позже он обычно ассоциировался с Бэтменом и другими побочными персонажами Бэтмена, когда возродился.
Слэм Брэдли был изображен в живом действии Куртом Шаркой в первом сезоне сериала Arrowverse Batwoman.
Задуманный Малкольмом Уилером-Николсоном и разработанный создателями Супермена Джерри Сигелом и Джо Шустером, персонаж впервые появился в Detective Comics #1 (март 1937 г.) и изображен как упрямый, жесткий частный сыщик, который любит работать на дам, но предпочитает платоническую компанию своего мальчика-приятеля «Коротышку» Моргана. [2] Персонаж первоначально играл главную роль в своих собственных историях во времена Золотого века, а позже был возрожден в роли второстепенного персонажа. Слэм Брэдли был первоначально описан Уилером-Николсоном в письме от 13 мая 1936 года Джерри Сигелу, который ранее создал с персонажем Джо Шустера, DC, Доктором Оккультизмом. В письме говорилось: «Нам нужна еще какая-то работа от вас. Мы выпускаем по крайней мере один новый журнал в июле, а возможно, и два. Первый определенно находится в работе. Нужно шестнадцать страниц в месяц. Нам нужен детективный герой по имени „Слэм Брэдли“. Он должен быть любителем, вызванным полицией, чтобы помочь распутать сложные дела. Он должен сочетать в себе мозг и мускулы, уметь быстро думать и умно рассуждать, а также способный вырваться из драки в баре или нападения толпы. Используйте любую возможность, чтобы показать его в порванной рубашке с набухшими бицепсами и мощным торсом а-ля Флэш Гордон. Страницы должны иметь тот же размер, что и New Comics, но содержать восемь панелей на странице вместо шести».